# Bobbysocks (musikalbum)
Bobbysocks var den norska flickduon Bobbysocks första studioalbum, och gavs ut på då ganska nya Osloskivbolaget Bahama Records A/S. Albumet utkom 1984 samt i ny version 1985.
Albumet spelades in i Sverige, i den lilla byn Näved utanför Koppom under norra sensommar, med både norska och svenska musiker.
Elisabeth medverkar med tillstånd av Skaraskivbolaget Mariann Records AB, där hon fortfarande var kontrakterad. Albumet släpptes ursprungligen bara i Norge, och fick uppmärksamhet men sålde inte lika bra som man hoppats. Låten "I Don't Wanna Break My Heart", släpptes på singel, först som maxipromo och i samband med albumsläppet även på 7"-vinyl. 
1985 släpptes nyutgåvan, strax efter att Bobbysocks-låten "La det swinge" vunnit Eurovision Song Contest 1985, och förstaspåret var då utbytt mot "Let It Swing", som är "La de swinge" på engelska, som spelades in i KMH Studios i Stockholm, främst med svenska musiker. Låten producerades av Torgny Söderberg, medan övriga låtar producerades av Lars Kilevold.
Låtmaterialet består av både coverversioner och nyskrivet material, främst av Rolf Løvland. 1950-talsmusik blandas med modernare pop. Nyutgåvan släpptes inte bara i Skandinavien, utan i flera andra länder, som Storbritannien, Sovjetunionen, Japan, Västtyskland och Mexiko.
Albumets största hitlåtar blev "Let It Swing", som utkom på singel bara några dagar efter vinsten i Eurovision Song Contest och även den släpptes i många av världen länder. När den senare började dala på topplistorna kom singeln "Radio", som redan släppts i nio länder innan segern i Eurovision Song Contest, och också den blev en stor hitlåt. Andra hitlåtar från albumet blev coverlåtarna "Don't Bring Lulu" och "The Booglie-Wooglie Piggy" samt nyskrivna "Little by Little" och "Adios".
Albumet sålde bra i många länder, och det blev både guld- och platinaskivor. Fram till norra våren 1986 hade albumet sålts i omkring 75 000 exemplar i Norge. Singeln "Let it Swing" såldes i omkring 2 miljoner exemplar världen över.

## Låtlista (1984 års version)
1. In the Mud
  1. Farewell Blues
  2. In the Mood
2. Midnight Rocks
3. Radio
4. Don't Bring Lulu
5. Little by Little - Elisabeth
6. Shoo-shoo-baby
7. Adios - Hanne
8. Cross Over the Bridge
9. I don't Wanna Break my Heart
10. The booglie-wooglie Piggy
11. Go on Shakin'

## Låtlista (1985 års version)

### Sida A
1. Let It Swing (La det swinge)
2. Midnight Rocks
3. Radio
4. Don't Bring Lulu
5. Little by Little - Elisabeth
6. Shoo-shoo-baby

### Sida B
1. Adios - Hanne
2. Cross Over the Bridge
3. I don't Wanna Break my Heart
4. The booglie-wooglie Piggy
5. Go on Shakin'

## Listplaceringar
| Lista (1985) | Topplacering |
| ------------ | ------------ |
| Norge        | 3            |